# Directoraat-generaal Concurrentie
Het Directoraat-generaal Concurrentie (afkorting: DG Concurrentie) is een directoraat-generaal van de Europese Commissie. Het hoofdkantoor is gevestigd in Brussel, België.
Het directoraat-generaal is verantwoordelijk voor de vaststelling en implementatie van het concurrentiebeleid van de Europese Unie. Het DG Concurrentie heeft een dubbele rol in anti-trustwetgeving: een onderzoekende en een besluitvormende rol. Deze dubbelzinnigheid van rollen leverde het directoraat-generaal in het verleden veel kritiek op. Als een reactie op de kritiek besloot het directoraat-generaal een aantal interne hervormingen door te voeren om de rechten van de betrokken partijen te garanderen.
De hoofdopdracht is het vrijwaren van de eerlijke mededinging op de Europese markten, in samenwerking met de nationale mededingingsautoriteiten van de lidstaten. De wettelijke basis voor het concurrentiebeleid van de Europese Commissie vormen de artikels 101-109 van het verdrag betreffende de werking van de Europese Unie, plus een groot aantal reglementen met uitvoeringsbepalingen.
Het directoraat-generaal wordt gezien als een van de meest geraffineerde anti-trustwetgevers in de wereld. Tussen 2000 en 2004 wist het DG Concurrentie een bedrag van 3,4 miljard euro te incasseren. Dit bedrag steeg tussen 2005 en 2009 tot 9,4 miljard euro.
De politieke verantwoordelijkheid voor het Europese concurrentiebeleid valt onder de Europese commissaris voor Mededinging. Het directoraat-generaal floreerde onder het voorzitterschap van Eurocommissaris Neelie Kroes (2004-10) en haar beleid is voortgezet door Joaquín Almunia (2010-14). De huidige Eurocommissaris voor Mededinging is Margrethe Vestager. Het administratieve diensthoofd is de Directeur-Generaal. Sinds 2020 is dit Olivier Guersent.

## Beleidsterreinen
| Beleid                         | Doel |
| ------------------------------ | --- |
| Antitrust                      | Het directoraat-generaal doet onderzoek naar afspraken tussen ondernemingen die de concurrentie kunnen schaden, in het bijzonder kartels, alsmede het onderzoek naar misbruik door ondernemingen met een machtspositie. Het DG eist dat producten en diensten met de meest gunstige prijs worden aangeboden aan de Europese consument. Artikel 101 van het Verdrag betreffende de werking van de Europese Unie verbiedt afspraken tussen twee of meerdere bedrijven. Deze regel geldt voor zowel horizontale verhoudingen (onafhankelijke bedrijven) als verticale verhoudingen (het gehele productieproces). Artikel 102 van het verdrag voorkomt dat een bedrijf zijn dominante positie kan gebruiken om deze positie te misbruiken. |
| Fusies                         | De Europese Unie wil voorkomen dat het samengaan van bepaalde bedrijven in een sector ertoe leidt dat de concurrentie wordt beperkt. Dit heeft nadelige effecten op consumenten door middel van hogere prijzen. Het directoraat-generaal moet toestemming geven aan fusies in de EU, en onderzoekt de mededingingseffecten van structurele samenwerkingen tussen twee of meer ondernemingen. |
| Internationale samenwerking    | Door het globaliserende karakter van de Europese economie moet de EU samenwerken met collega's in andere landen. Door de samenwerking wil men voorkomen dat door het internationale karakter de concurrentiepositie verslechterd. |
| Liberalisering van markten     | Niet alle markten in de Europese Unie zijn even open en concurrentiegericht. Het directoraat-generaal heeft als taak om deze sectoren te openen voor de concurrentie. Dit omvat onder andere economische sectoren die tot voor kort in de meeste lidstaten staatsmonopolies waren (zie bijvoorbeeld Europees telecommunicatierecht). |
| Staatsfinanciering controleren | Het directoraat-generaal ziet erop toe dat nationale overheden geen financieringen verstrekken aan nationale bedrijven door middel van staatssteun, waarmee de concurrentiepositie van het desbetreffende bedrijf zou toenemen en de eerlijke mededinging zou vervalsen. Deze versterking zou nadelig zijn voor bedrijven in andere lidstaten van de EU en dat is in tegenspraak met het EU-verdrag. |

Sommige Europese mededingingsregels, met name inzake Antitrust, zijn direct afdwingbaar voor nationale rechtbanken. Men hoeft dus niet naar het Europees Hof van Justitie te trekken om bijvoorbeeld een contract ongeldig te laten verklaren. Toch treedt de Europese Commissie in veel gevallen zelf op, hetzij eigenmachtig (ex officio), hetzij na een klacht van een benadeelde partij. Grote bedrijfsfusies worden vrijwel altijd door de betrokken partijen zelf spontaan op voorhand aan de Commissie gemeld.

## Sectoren van invloed
- Autobedrijven
- Energie - redelijke prijzen van energie voor Europese consumenten
- Farmaceutische industrie - medicatie beschikbaar tegen een redelijke prijs
- Financiële diensten - als een reactie op de economische crisis besloot de EU om maatregelen te nemen ten behoeve van de stabiliteit
- Informatietechnologie - het beperken van de macht van bedrijven op burgers (Microsoft, Google)
- Media
- Postbedrijven - liberalisering
- Professionele diensten - hoogopgeleide personen zoals advocaten en doktoren
- Telecommunicatie
- Transportsector